# So che ritornerai
So che ritornerai è un film per la televisione che è andato in onda il 6 maggio 2009 su Canale 5 con protagonisti Manuela Arcuri, Valeria Milillo, Jason Lewis e Giancarlo Giannini con la regia di Eros Puglielli.

## Trama
Anna Gastaldi, giovane industriale che ha tutto dalla vita si innamora di Maurizio Mainardi, fidanzato della sua migliore amica Lisa che qualche tempo dopo rimane incinta. A quel punto, Anna decide di porre fine alla sua storia con il ragazzo che nel tentativo di farle cambiare idea, si trova coinvolto in un rovinoso incidente che lo porta alla morte. Poco prima di sparire però, Maurizio, promette ad Anna di tornare.
Passano gli anni. Nel frattempo, Anna, diventata madre del figlio segreto avuto da Maurizio, si sposa con Walter Lanci, freddo manager della sua azienda. Proprio nel giorno delle sue nozze, la donna fa la conoscenza di Tom, fidanzato della sorella Maddy, in cui lei riconosce Maurizio.
Tom si dimostra fin dall'inizio piuttosto equivoco, rivelando di essere a conoscenza di particolari piuttosto intimi della sua storia con Maurizio ma soprattutto di essere la sua reincarnazione. Sconvolta dalla sua dichiarazione, Anna si rivolge ad Ermanno, un veggente che frequenta da tempo.
Tra lei e Tom, inevitabilmente si accende la passione mentre il marito trama alle sue spalle, grazie all'aiuto di Borghi, l'avvocato di famiglia e di Stefano Desio, il direttore generale della sua azienda che insieme stanno cercando di cambiare destinazione all'attività, defraudando la donna di tutti i suoi beni.
L'assassinio di Ermanno e la morte prematura della sorella, portano Anna a scoprire una verità a dir poco inquietante: Tom è un ex attore, specializzato in truffe ai danni di donne facoltose. Lei prova ad allontanarsene ma Tom le giura di amarla davvero e tra i due, ancora una volta, è passione. Al suo risveglio però, Anna scopre che Tom è stato assassinato e tutte le prove sono a suo carico.
In seguito al suo arresto, Anna affida il figlio e l'azienda all'amica Lisa che nel frattempo è venuta a sapere del suo amore per Maurizio, perdonandola ma sarà Davide, il frutto di quella passione giovanile, a salvarla in modo inconsapevole, aiutando il giudice Carlo Giordani (Alberto Molinari) a smascherare il colpevole.
Una volta tornata a casa, Anna deciderà di riunirsi al marito ma proprio allora si troverà a dover affrontare la prova più grande. Di che cosa si tratterà?

## Ascolti
| n° | Prima TV Italia | Telespettatori | Share  |
| -- | --------------- | -------------- | ------ |
| 1  | 6 maggio 2009   | 6.148.000      | 25,03% |